# Marchfeldkanal

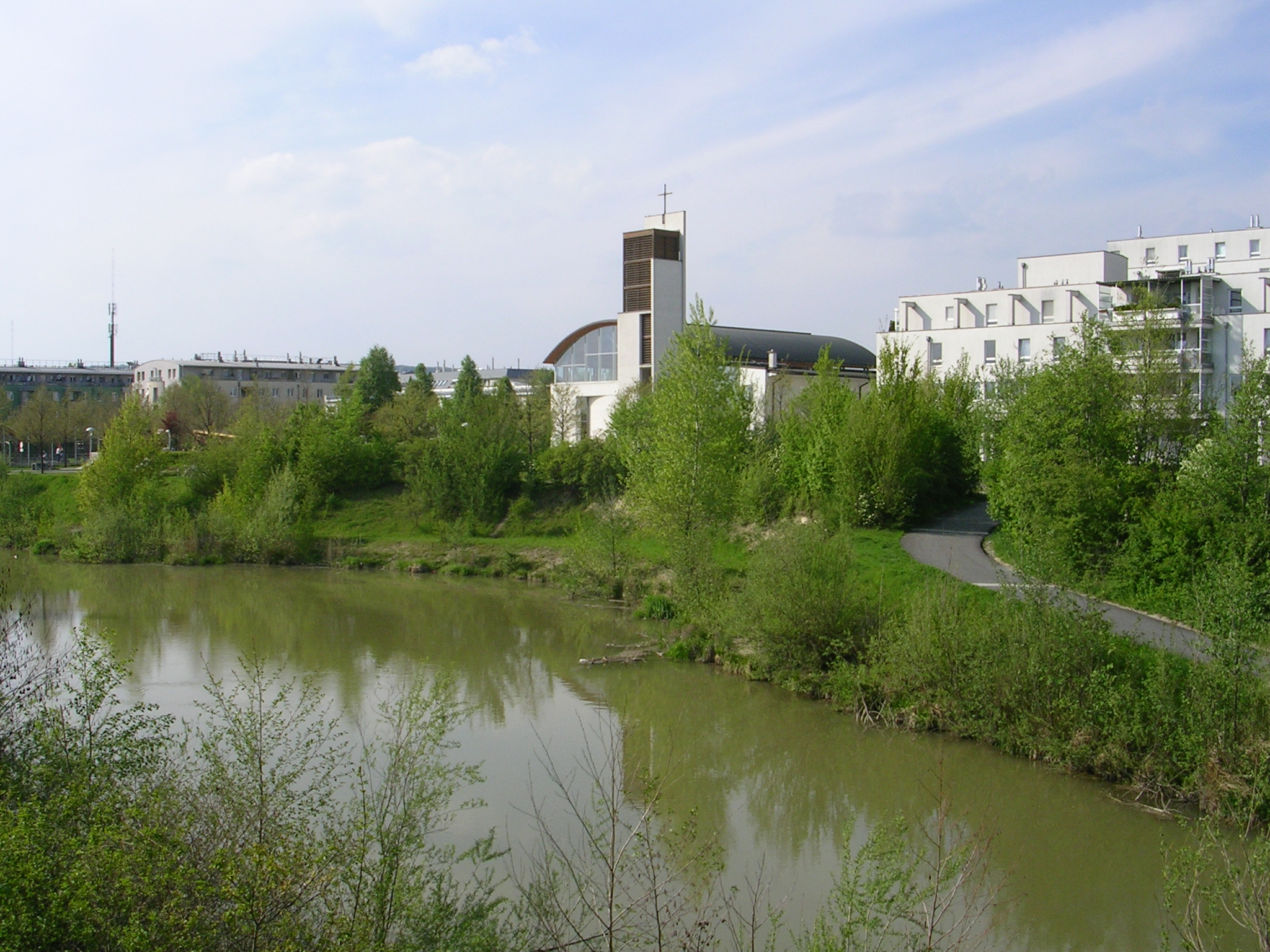
Marchfeldkanal in Neu-Stammersdorf bei der Pfarrkirche Cyrill und Method

Der Marchfeldkanal ist ein künstlich errichtetes und naturnah gestaltetes Gerinne in Niederösterreich und Wien und flutet den Rußbach mit Wasser aus der Donau. Der 18 Kilometer lange Kanal wurde im Jahr 1992 in Betrieb genommen und ist unter anderem ein wichtiger Wasserlieferant für die Gemüsebauern des Marchfelds und ein Naherholungsgebiet.

## Geographie

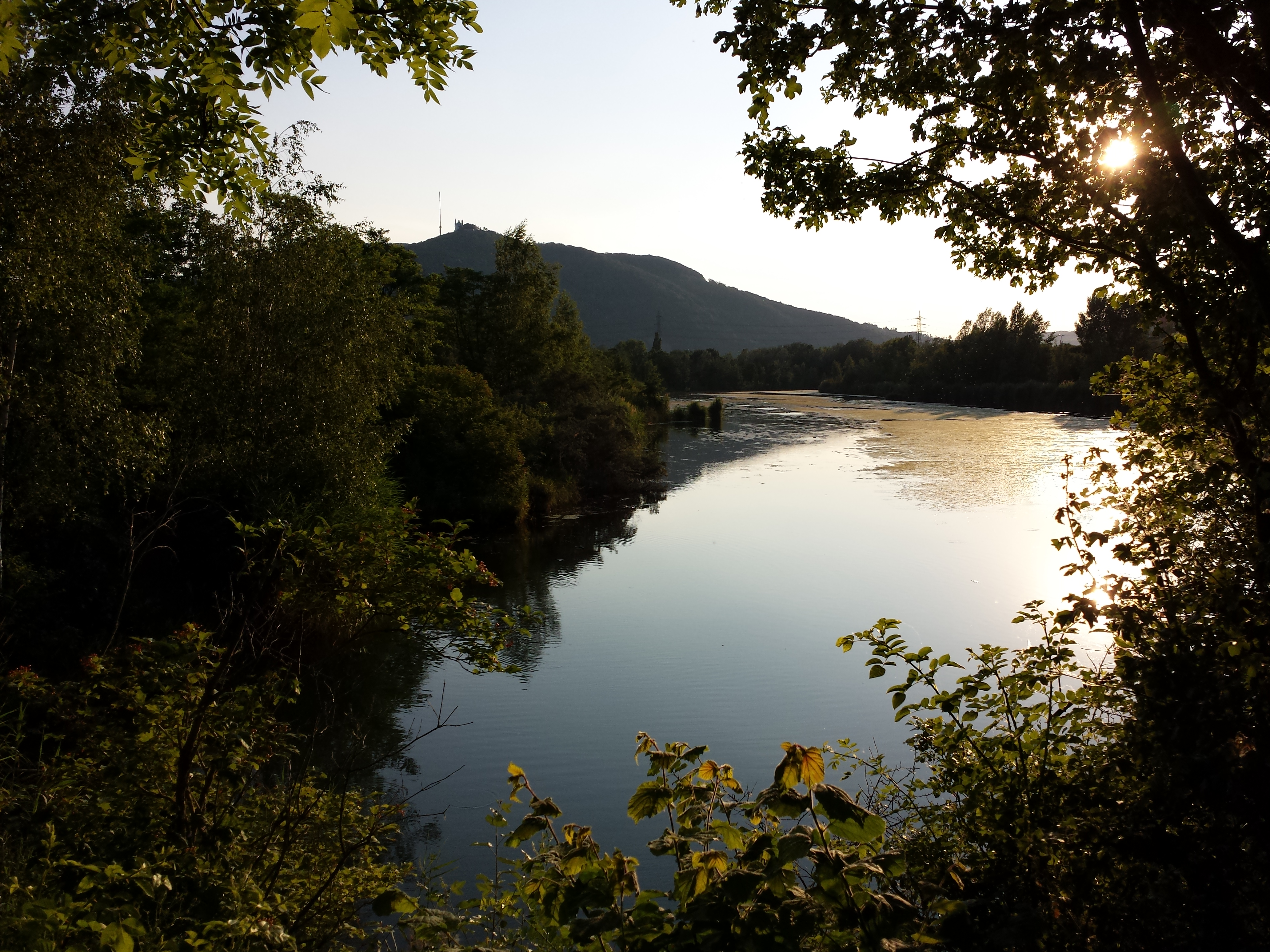
Schönungsteich in der Schwarzlackenau, im Hintergrund der Kahlenberg

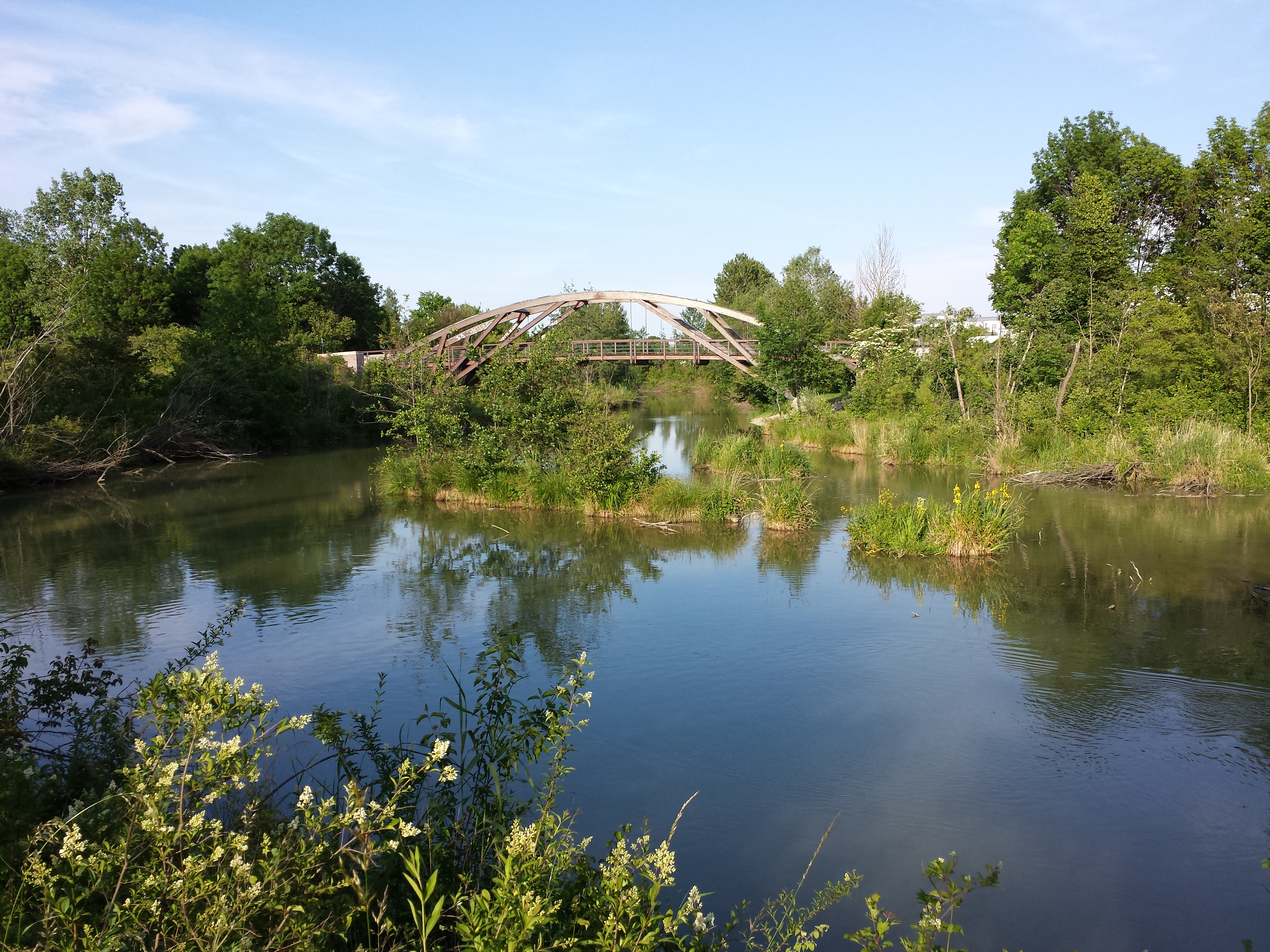
Abschnitt des Marchfeldkanals bei der Jedlersdorfer Straße

Der Marchfeldkanal ist das in Fließrichtung erste 19 Kilometer lange Teilstück des rund 80 Kilometer langen und orografisch links der Donau verlaufenden Marchfeldkanalsystems, das aus Marchfeldkanal, Rußbach, Obersiebenbrunner Kanal und Stempfelbach besteht.
In Langenzersdorf in Niederösterreich, knapp vor den breiten Schleusentoren zur Neuen Donau, wird von der Donau am linken Ufer Wasser durch horizontale Schlitze schräg ausgeleitet und dieses auf den ersten 100 Metern via zwei zueinander parallelen Gerinnen unter dem Donauuferbegleitweg und der Donauuferautobahn A22 durchgeführt. Nach einem Durchfluss und Wasserstand regelnden 2-kanaligen Einlaufbauwerk verläuft der Marchfeldkanal auf zwei Kilometer in Niederösterreich in Richtung Südsüdost entlang und nahe bei der Autobahn und damit parallel zur Donau.
Im dritten Kilometer, nun in Floridsdorf in Wien, wendet sich der Marchfeldkanal nach Ostnordost, weitet sich in zwei Spuren zu einem Absetzbereich auf, der einen Teil der ehemaligen Schwarzen Lacke darstellt. In diesem naturnahen Abschnitt können sich durch eine Verlangsamung der Fließgeschwindigkeit Schwebstoffe aus dem Gebirgsfluss Donau absetzen. Im Winter in Frostzeiten ist dieser Absetzbereich als Natureislaufplatz beliebt, zumal die mögliche Einbruchtiefe maximal einen halben Meter beträgt.
Ab hier verläuft der Kanal auf den nächsten sieben Kilometern zwar weiter in Wien und auch in Generalrichtung Ostnordost doch nun wiederholt etwa rechteckig gewinkelt, um Straßen zu folgen.
Auf den letzten neun Kilometern fließt der Marchfeldkanal wieder durch Niederösterreich, eher geradlinig und nach Osten, dabei begleitet ihn zuletzt von links kommend auf zwei Kilometern Länge der schmale Seyringer Abzugsgraben, der einmündet kurz bevor der Kanal mit dem ebenfalls von links kommenden Rußbach zusammenfließt, um sich hier als Rußbach nach Südosten zu wenden.
Im 21. Wiener Gemeindebezirk Floridsdorf durchquert der Marchfeldkanal dabei die Bezirksteile Jedlesee, Strebersdorf, Großjedlersdorf und Stammersdorf. Danach verläuft er in Niederösterreich über Gerasdorf in das Marchfeld zum Rußbach bei Deutsch Wagram. Der Obersiebenbrunner Kanal verbindet den Rußbach mit dem Stempfelbach.

## Geschichte
Das Marchfeld nordöstlich von Wien ist ein intensiv landwirtschaftlich genutztes Gebiet. Die Region leidet aufgrund geringer Niederschläge und hoher Grundwasserentnahmen zu Bewässerungszwecken unter Wassermangel. Erste Ideen zu einer großräumigen Feldbewässerung im Marchfeld entstanden bereits um 1850.
Infolge der Übernutzung des Grundwasserkörpers (1985 gab es rund 5000 Brunnen) und dessen zunehmender Beeinträchtigung durch Stoffeinträge wie Nitrat erließen die Behörden wasserrechtliche Einschränkungen und Befristungen für Bewässerungsentnahmen. Durch die Regulierung der Donau sank der Grundwasserspiegel stetig. Allein im Jahr 1983 sank er um einen halben Meter.
Die Planung erfolgte sowohl nach ökologischen als auch nach militärischen Gesichtspunkten. Letztere wurden durch Maßnahmen zur Abwehr feindlicher Panzer berücksichtigt. So sind in den Brückenfundamenten eiserne Ringe eingelassen, an denen im Ernstfall Ketten mit Panzerigeln befestigt werden können. Ferner sind die Uferböschungen bewusst so angelegt, dass eine Seite einen steilen, die andere jedoch einen flachen Anstieg hat, wodurch die Kanonenrohre der angreifenden Panzer in der Böschung steckenbleiben sollten.
Die Bauarbeiten am Marchfeldkanal begannen 1984. Im Jahr 1992 wurde er in Betrieb genommen. Die Betriebsgesellschaft Marchfeldkanal befindet sich in Deutsch Wagram.

## Nutzung

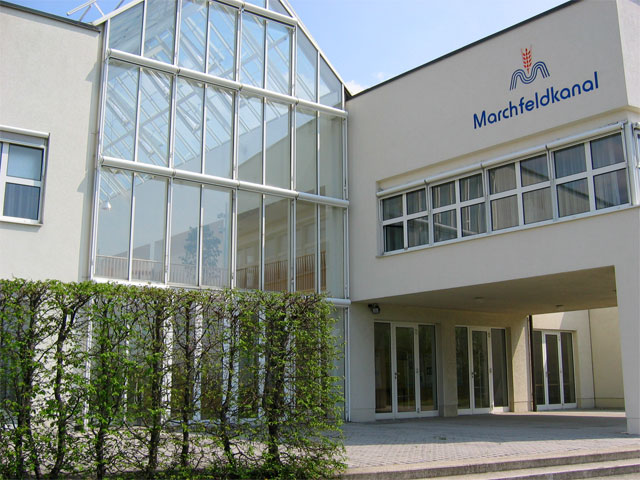
Sitz der Betriebsgesellschaft Marchfeldkanal in Deutsch Wagram

Der Marchfeldkanal stellt Wasser für die landwirtschaftliche Bewässerung bereit, wofür zahlreiche Wassergenossenschaften gegründet wurden. Ein Ziel ist es außerdem, die hydrologischen Verhältnisse durch eine planmäßige Anreicherung des Grundwassers zu stabilisieren und zu verbessern. Für die Tier- und Pflanzenwelt soll er die Gewässergüte des Grundwassers und der Oberflächengerinne verbessern. Insgesamt leiten zwölf Kläranlagen ihre Abwässer in den Rußbach und Stempfelbach ein, wobei die Wasserführung der Vorfluter durch den Kanal verstärkt wird.
Der Kanal sichert ferner einen verbesserten Hochwasserschutz. Beim Donauhochwasser 2002 konnten Schäden, wie sie beim letzten, ähnlich großen Hochwasser 1954 entstanden waren, vermieden werden.
Der Marchfeldkanal ist auch ein Naherholungsgebiet. Durch begleitende Radwege bietet er Freizeitmöglichkeiten für die Wohnumgebung. Es herrscht im gesamten Bereich Badeverbot. Der Kanal darf aber mit Booten ohne Motor befahren werden.

## Technische Daten
| Gewässerabschnitte des Kanalsystems: | Länge |
| ------------------------------------ | ----- |
| Marchfeldkanal                       | 19 km |
| Rußbach                              | 39 km |
| Obensiebenbrunnerkanal               | 6 km  |
| Stempfelbach                         | 24 km |

| Bauliche Anlagen                     | Anzahl |
| ------------------------------------ | ------ |
| Versickerungsanlagen                 | 3      |
| Neue Brücken                         | 45     |
| Wehranlagen                          | 8      |
| Pumpwerke (Hochwasserschutz)         | 5      |
| Steuer- und Kontrolleinrichtungen    |        |
| Hochwasserwarnstationen              | 4      |
| Online-Qualitätsmessstellen          | 3      |
| Automatische Pegelanlagen            | 45     |
| Automatische Wasserstandsmessstellen | 205    |
| Grundwasserqualitätsmessstellen      | 70     |